# Влад Сорд
Влад Сорд (справжнє ім'я — Владислав Юрійович Гранецький-Стафійчук; нар. 21 липня 1995, смт Рудниця, Україна) — український видавець, дизайнер, літератор, поет, прозаїк, підприємець. Військовий-доброволець, учасник Революції гідності та АТО, громадський активіст.

## Життєпис
Народився 21 липня 1995 року в смт Рудниця Піщанського району Вінницької області.
Навчався у Кримському юридичному інституті.

### Військова та громадська діяльність
Зі слів Сорда, з початком Революції гідності він приїхав до Києва, вступив до загону «Вікінги», став учасником протестів. У 2014 році вирушив на Схід України як військовий-доброволець під позивним «Змій». Заснував благодійний фонд "Месники Ім. С. Табали". Воював у лавах ДУК Правого сектору, в батальйонах «Азов» (під час спроби легалізації т. зв. ДБ СП «Одін», колишн. 7 ОРБ ДУК ПС — де служив з Василем Сліпаком та військовослужбовицею та журналісткою Валерією Бурлаковою) та «ОУН» (разом з Євгеном Строканем та загоном «Месники ім. С. Табали» брав участь у штурмі блокпосту бойовиків в околицях Донецька)[прояснити]. Бойовий шлях почався з двох хаотичних і неузгоджених із командуванням ДУК ПС кількаденних заїздів в околиці Іловайська, де під час останнього Сорд втрапив під перший в житті артобстріл і зазнав травми спини, пошкодивши хребці через падіння вантажівки, в яку влучив снаряд.
З жовтня 2015 року служив за контрактом у складі 93-ї ОМБр спершу гранатометником в піхоті на Шахті Бутівці на Донеччині, згодом в артрозвідці на Луганському напрямку. Під кінець служби позмінно виконував обов'язки начальника та заступника пресслужби бригади. Автор слів її нового гімну, виконаного рок-гуртом «Тінь Сонця», почесного найменування та один із розробників нової символіки 93 ОМБр.
У 2017 році одружився з письменницею Вікторією Гранецькою. Для цього Сорд на декілька днів залишив військову частину, його рапорт, однак, не було підписано і розцінено залишення частини як дезертирство. Звільнився з лав Збройних сил України в 2018 році за завершенням терміну контракту до кінця особливого періоду.
Удвох з дружиною вони заснували видавництво «Дім Химер», де Влад Сорд також працює художнім редактором. Окрім створення буктрейлерів і видання книг суто українських авторів українською мовою у темних жанрах, видавництво активно відстоює громадянську позицію та постійно ініціює або долучається до благодійних ініціятив. Частка прибутків спрямовується на підтримку політв'язнів, зокрема Сергія Стерненка та Андрія Антоненка.
У липні 2021 року Влад Сорд став лавреатом премії «Кризаліс» (Chrysalis) Європейського товариства наукової фантастики (вручається письменнику або художнику, який яскраво заявив про себе дебютними творами) за збірку оповідань військового горору «Безодня» та художнє оформлення книг видавництва.
Під час російського вторгнення в Україну 2022 року, Сорд у складі 93-ї ОМБр продовжив службу як розвідник. 

## Скандали

### Справа із затриманням
Після акції під назвою «Не чуєш? Побачиш» на підтримку Сергія Стерненка 20 березня 2021 року Сорда було затримано поліцією. Зі слів Сорда, поліція не оформлювала це спершу як саме затримання, а як фіксування даних про особу. Правоохоронці вручили йому підозру за статтею про хуліганство із застосуванням зброї, а саме за розбиття скла у дверях Офісу Президента України. Його захисниками та друзями затримання було розцінено як викрадення людини. На думку його друзів, якщо акт вандалізму справді був вчинений, то це наслідок посттравматичного стресового розладу. Сам підозрюваний заперечував свою участь у розбитті скла. В поліції ж Сорда характеризували як «одного із найбільш агресивних» протестувальників. Печерський районний суд Києва 23 березня обрав запобіжний захід у вигляді цілодобового домашнього арешту. В наступні дні поліція вручила підозри у вчиненні правопорушень ще п'ятьом учасникам акції протесту: Євгену Строканю, Роману Ратушному, Сергію Філімонову, Давиду Гаджимурадову та Олексію Білковському.
Низка українських фахівців з політології, політтехнології та конституційного права висловилися, що акти вандалізму було зумисне допущено поліцією аби дискредитувати та маргіналізувати вуличні протести в цілому. Депутатка фракції «Голос» Юлія Клименко в ефірі ток-шоу «Політклуб» на «5 каналі» назвала протест спланованою провокацією, задуманою владою з метою виставити всіх протестувальників вандалами і за посередництва ЗМІ відвернути увагу громадськості від «провалу вакцинації, провалу економіки, від локдауну, провалу в переговорах з Російською Федерацією і багато інших провалів, які є у влади». Натомість чимало активістів та учасників акції наполягають на тому, що події під ОП — своєрідний мистецький перфоманс. Влада Сорда було 25 березня запрошено на прямий ефір телеканалу «1+1» (брав участь онлайн), де відгукнувся, що затримання переслідувало мету дискредитувати будь-які протести проти чинної влади.
Адвокат Сорда прокоментував його негативне висвітлення у ЗМІ: «Думаю, Влад — це найлегша жертва, яку можна було спіймати і представити як головний прапор мітингу, разом з цим зробити якийсь розголос. Думаю, коли події вщухнуть і ми детально розберемося у ситуації, то виявиться, що ця історія зовсім не така, якою її намагається представити поліція». Сорд зі свого боку відгукнувся, що звинувачення в його адресу призначені кинути тінь на всіх добровольців, пересварити їх між собою, а залучення «лідерів думок» і телеканалу «1+1» виконані на замовлення правоохоронної системи.

### Заява про нагородження орденом Богдана Хмельницького
25 березня у прямому ефірі телеканалу «1+1» Сорд повідомив про отримання ордену Богдана Хмельницького Ⅲ ступеня, показав нагороду та назвав номер ордену — 83075. Депутат Владлен Неклюдов («Слуга народу») заявив, що згідно з документами Сорд таким орденом не нагороджувався.
Микола Колесник, екс-депутат Криворізької міської ради від «УКРОПу» і військовий волонтер, який представився ЗМІ як куратор батальйону «Кривбас», в ефірі сказав, що Сорд також не брав участі в іловайських боях, за які міг би отримати орден, та висловив підозру, що нагорода фальшива або чужа. При цьому сам Сорд на своїй сторінці у Фейсбуці зазначив, що вручення йому ордена імовірно було частиною чиєїсь злочинної схеми або наслідком політичної інтриги того часу. Зі слів поранених бійців, присутніх під час т. зв. імпровізованого нагородження, орден вручив Валерій Гелетей (або особа, що видалася їм схожою на нього, як зауважив Сорд на «1+1»).
Згодом заяву Колесника щодо відсутності Сорда під час Іловайських подій спростував один зі свідків, Олексій Середюк (позивний «Борґезе», командир батальйону (ротного складу) підрозділу МВС «Свята Марія», кол. Шахтарськ), за словами якого саме «Змій» поблизу Іловайську надавав йому першу допомогу після поранення. Разом з тим, після публікації власних спогадів у відповідь на звинувачення Миколи Колесника, побратими Сорда виявили кілька вагомих розбіжностей, зокрема в датах, позивних і переліку його загиблих співслужбовців. Після відвідування Влада у Вінниці й діалогу з бійцями «Правого Сектора», Сорд перепросив за неточності. Учасник АТО Андрій Шкіпер зазначив: «Ми не намагаємося принизити заслуги Влада, він дійсно воював [в АТО]. Все, чого ми хотіли — це розставити людей, події і вчинки на свої місця». Сорд пізніше відгукнувся, що не вважає свою військову діяльність героїчною, а лише сумлінно виконував обов'язок.
Органами Національної поліції було проведено перевірку, за результатами якої встановлено, що Стафійчук державними нагородами не нагороджувався, та складено протокол про адміністративне правопорушення за ч. 1 ст. 1861 «Незаконні дії щодо державних нагород» кодексу України про адміністративні правопорушення, а орден Богдана Хмельницького Ⅲ ступеня було вилучено. За словами Влада Сорда та його адвоката, окрім номера орден містить автентичне клеймо на звороті — вагомі докази його справжності. Водночас номер не фігурує в жодних відповідних наказах та не закріплений за жодною особою. Формально нагорода виглядає справжньою, але виготовлена була наперед, тому нагороду немає підстав вважати відібраною в кого-небудь. Сорд висловив зацікавленість у розслідуванні хто й з якою метою роздавав подібні нагороди. Суд у справі про законність нагородження на вимогу його адвоката було перенесено з 31 березня на 9 квітня.
13 квітня 2021 року Вінницький міський суд визнав Сорда винним у вчиненні правопорушення, передбаченого частиною 1 статті 186-1 КУпАП «Незаконні дії щодо державних нагород», а саме зберігання ордена Богдана Хмельницького Ⅲ ступеня та застосував покарання у вигляді штрафу у розмірі 75 неоподатковуваних мінімумів доходів громадян (1275 гривень) ― спираючись на неправомірну (перевищення повноважень) резолюцію Керівника Апарату Офісу Президента від 26.03.2021 у відповідь на депутатське звернення В. Неклюдова, добровільно виданий орден та DVD-диск із записом телешоу «Право на владу». Орден Богдана Хмельницького Ⅲ ступеня № 83075 було конфісковано.
Суд відмовився долучати до матеріалів справи докази відповідача, відхилив клопотання про перенесення засідання до отримання відповіді стосовно відновлення орденської книжки або надання відомостей з облікової картки особи (оскільки Банкнотно-монетний двір Національного банку України виготовляє державні нагороди на замовлення Державного управління справами після відповідного іменного Указу Президента України), за якою закріплена нагорода, від уповноваженого органу ― Комісії державних нагород та геральдики. Також суд не вручив ухвалу Сорду чи його захиснику ні в день проголошення, ні станом на 21.02.2022, що унеможливлює сплату штрафу, судового збору та подання апеляції. Нагородна комісія, в свою чергу, станом на 21.02.2022 ніяк не відреагувала на три запити Гранецького-Стафійчука (останній 08.04.2021).

### Волонтерські збори
У серпні 2023 року чотири автори видавництва «Дім Химер»: Павло Дерев'янко, Поліна Кулакова, Кшися Федорович і Євген Лір — заявили про відкликання прав на свої твори через звинувачення співзасновника видавництва Владислава Гранецького-Стафійчука у присвоєнні коштів з благодійних зборів на підрозділ «Сенека», приписуванні собі дружби з Романом Ратушним, що заперечують рідні й друзі Ратушного, та інших можливих обманах. Усі автори звернули увагу на невиплати роялті та погану комунікацію видавця з авторами й читачами.

## Розслідування

### Збір на міномети для "Сенеки"
2022 року Сорд оголосив збір на міномети для «Сенеки», але не прозвітував за зібрані 3,5 млн грн.
15 листопада 2024 року Сорду вручили підозру за заволодіння чужим майном шляхом шахрайства у великих розмірах (ч. 3 ст. 190 ККУ). За даними Нацполіції, він витратив на власний розсуд понад 357 тисяч грн зі зборів.

### Незаконне зберігання боєприпасів
5 грудня 2024 року Сорду було повідомлено про підозру за незаконне зберіганя боєприпасів. Під час обшуку у нього були виявлені граната та патрони.  

## Доробок
- «Трансгрес(і)я» (2016: вид-во Сергія Пантюка) — збірка поезії про війну[80].
- «Дотик зачаєного жаху» (2017: вид-во Електрокнига) — альманах горор-оповідань українських та закордонних майстрів жаху (Євген Лір, Влад Сорд, Сергій Рибницький, Роман Батькович, Інгвар Ант, Джой Веллс, Артур Закордонець, Василь Золотарьов, Сергій Кав'яр, Віталій Квітка, Олександр Лоуренс, Андрій Петраш, Віталій Геник, Владислава Сахнюк, Олег Стецюк, Олексій Сударенко, Елен Тен, Євгенія Хохлова, Володимир Компанієць, Віта Михайлова, Вагіф Султанли, Галіт Дахан Карлібах, Ігор Антонюк), представлений на Франкфуртському книжковому ярмарку-2017[81].
- «В. О. П.» (Війною ограновані поезії) (2018: вид-во ДІПА) — «щира і чесна поезія від тих, хто своїми очима бачив війну», автори: Артур Закордонець, Сергій Бородкін, Олена Білозерська, Назар Розлуцький, Влад Сорд, Костянтин Чабала, Роман Семисал, Петро (Патрік) Орішко[82].
- «+++» (Три плюси) (2019: вид-во Дім Химер) — збірка поезії про війну[83][84].
- «Безодня» (2019: вид-во Дім Химер) — збірка військово-містичних оповідань[83][85]. Озвучена у форматі аудіокниги[86][87]. Бестселер видавництва «Дім Химер»[88].
- «Там, де вдома» (2019: вид-во АССА) — 112 віршів волонтерів та воїнів про любов і війну (поети Максим Кривцов, Марко Терен, Влад Сорд, Юлія Ілюха, Валерій Пузік, Юлія Баткіліна, Олександр Лисак, Наталія Маринчак; художники Валерій Пузік та Олена Сарженко). Проєкт реалізовано за підтримки Українського культурного фонду[89].
- «VОЇН» (2020: вид-во Інфа-Принт, РБЖ Азимут) — збірка патріотичних оповідань про тих, хто захищає Україну на Донбасі. Автори: Віталій Геник, Олег Карачевський, Тетяна Левченко, Алла Марковська, Сергій Панасюк, Сергій Пильтяк, Макс Пшебильский, Радій Радутний, Ігор Сілівра, Юлес Скела, Влад Сорд, Сергій Торенко, Вікторія Штепура[90].

## Головні відзнаки

### Військові
- Нагрудний знак «Учасник АТО»;
- Орден «Гідність та Воля»;
- «Орден Слави» КМДА[який?];
- Бригадна відзнака 93-ї ОМБр[яка?];
- Знак гвардії[який?][2].

### Мистецькі
- фіналіст Міжнародної літературної премії ім. Олеся Ульяненка 2017 року за збірку «Трансгрес(і)я» (увійшов до Короткого списку премії)[91];
- фіналіст премії Книга року BBC-2019 за збірку «Безодня» (увійшов до Довгого списку премії)[92][93][94];
- лауреат міжнародної німецько-української літературної премії ім. О. Гончара 2020 року за збірку «Безодня»[95].
- лауреат премії «Кризаліс» (Chrysalis) Європейського товариства наукової фантастики за збірку оповідань мілітарі-горору «Безодня» та художнє оформлення книг видавництва[96].